# CHAMP
CHAMP (CHAllenging Minisatellite Payload) – niemiecki satelita geo-naukowy (geodezyjny, geofizyczny...) wystrzelony 15 lipca 2000 roku z rosyjskiego kosmodromu Plesieck. Został umieszczony na niskiej orbicie okołoziemskiej o początkowej średniej wysokości lotu 452 km. Inklinacja orbity sprawiała, że przelatywał nad biegunami.

## Ładunek
- magnetometr wektorowy
- magnetometr skalarny
- cyfrowy miernik dryftu jonów
- kamera gwiazdowa
- ogniwa słoneczne
- antena GPS do określania orbity
- antena GPS do sondowania atmosfery
- akcelerometr

## Cele misji

### Prowadzenie pomiarów pola grawitacyjnego Ziemi
Ze względu na nieregularny rozkład mas we wnętrzu Ziemi przyspieszenie rzeczywiste różni się od przyspieszenia normalnego, a powierzchnia ekwipotencjalna jest zdeformowana w stosunku do powierzchni elipsoidy. Geoida, anomalie siły ciężkości, odchylenia pionu i inne funkcje pola siły ciężkości są wielkościami bazowymi dla realizacji spójnego globalnego systemu odniesienia w geodezji, stosowanego do pomiarów praktycznych i modelowania geodynamicznego. Undulacje geoidy i anomalie pola siły ciężkości reprezentują nieregularną strukturę pola siły ciężkości wzdłuż powierzchni Ziemi. Może ono zostać przedstawione w formie funkcji harmonicznych sferycznych. Pole siły ciężkości Ziemi zmienia się nie tylko przestrzennie, ale i czasowo. Każda zmiana w podziale mas atmosfery, mas wody w oceanach, mas lodów na Antarktydzie i Grenlandii, jak również mas wód podziemnych i mas we wnętrzu Ziemi prowadzi do krótkookresowych, sezonowych, rocznych, wieloletnich aż do wiekowych wariacji pola siły ciężkości i z tym związanych zmian geoidy.
Globalne modele pola siły ciężkości Ziemi są uzyskiwane w geodezji od rozpoczęcia ery satelitów poprzez obserwacje ruchu torowego sztucznych satelitów. Aż do startu niskolatających satelitów CHAMP i GRACE modele pola siły ciężkości Ziemi były obliczane z kierunkowych, oddaleniowych i dopplerowskich obserwacji od stacji naziemnej do wielkiej liczby satelitów na bardzo różnorodnych torach i za czasem obserwacji przynajmniej 20 lat. Ze względu na niepełne i mało dokładne obserwacje, co wiązało się z problemami ujęcia działających na lecącego na wyższych wysokościach satelitę wpływu sił zakłócających, otrzymane wyniki przed erą CHAMP i GRACE dawały tylko ograniczone dokładności pola siły ciężkości i stanowiły tylko długofalowy udział przy modelowaniu tego pola. Powód tego można było zobaczyć w tym, że dla czujnika ciężkości lecącego na wysokości setek kilometrów nad powierzchnią Ziemi problematyczne jest wymierzenie przestrzennej struktury pola ciężkości i przeprowadzenie ekstremalnie dokładnych obserwacji, na dodatek w szybkim czasie i bez wpływu niegrawitacyjnych sygnałów zakłóceniowych. Dokładnie powiodło się to pierwszy raz w 40-letniej historii geodezji satelitarnej niemieckiej misji CHAMP i poprawionej i rozbudowanej współpracy z amerykańska misją GRACE. Obie misje wykorzystują zasadę, która w latach 70. była intensywnie propagowana i studiowana przez niektóre amerykańskie i europejskie grupy naukowców, mianowicie – międzysatelitarne obserwacje w wysoko-niskiej, względnie nisko-niskiej wersji i pomiar działających na satelitę niegrawitacyjnych przyspieszeń zakłócających z wykorzystaniem wysokoodczuwalnego 3 osiowego przyrządu do pomiaru przyspieszenia. W 2000 roku satelita CHAMP został wystrzelony na niską 450 km orbitę i po raz pierwszy został z powodzeniem zrealizowany pomiar intersatelitarny w wysoko-niskiej wersji i jednoczesny pomiar przyspieszenia zakłócającego z użyciem precyzyjnego akcelerometru. Z pomocą skonstruowanego przez NASA (Jet Propulsion Laboratory, Pasadena) odbiornika GPS BlackJack na pokładzie satelity CHAMP uzyskiwano ciągłe obserwacje kodów i faz aż do 10 wysokolatających satelitów GPS. Ukończony przez francuską firmę ONERA precyzyjny akcelerometr STAR dostarczał biegnąc wzdłuż toru CHAMP pomiaru przyspieszenia. Już podczas pierwszych 30 dni pracy CHAMP – GPS i danych z akcelerometru mógł nastąpić przełom w określaniu globalnego pola siły ciężkości Ziemi. Długofalowe udziały pola siły ciężkości mogły po raz pierwszy zostać określone danymi z pojedynczego satelity z wyraźnie wyższą dokładnością niż było to możliwe jak dotąd ze wszystkimi danymi satelitarnymi z ostatnich 20-30 lat.

### Prowadzenie obserwacji atmosfery/jonosfery
Pierwsze wykorzystanie pomiarów satelitarnych GPS dla celu meteorologii nastąpiło w połowie lat 90. przez amerykańską misję Microlab 1. W lipcu 2000 roku wystartował niemiecki satelita geo-naukowy CHAMP, który sondował również regiony, które jak do tej pory ubogie były w dane. Satelita obiegał Ziemię po orbicie o średniej wysokości 450 km i okresie 93 minuty, miał na pokładzie ulepszony odbiornik GPS, a po spodniej stronie specjalną antenę.
Podczas gdy jeden z satelitów ginie z widoczności CHAMP-a za horyzontem Ziemi, dochodzą do odbiornika CHAMP radiosygnały GPS przechodzące przez atmosferę w coraz krótszych odległościach od powierzchni Ziemi. Podczas czegoś takiego, tzw. okultacji, która trwa od 1 do 2 minut, rejestrowane jest pasmo strumienia widoczności atmosfery pomiędzy wysokością 120 km a powierzchnią. Powodem refrakcji strumienia fal radiowych jest odchylanie się fal radiowych podczas drogi przez atmosferę; miarą tego jest kąt załamania.
Znajomość dokładnych efemeryd pozwala obliczyć współczynnik załamania atmosfery w funkcji wysokości geometrycznej.
W suchych rejonach atmosfery (stratosfera, obszary biegunowe) można z takich pomiarów obliczyć ciśnienie i temperaturę z wysoką dokładnością.
Sygnały GPS mają długość fali w zakresie ok. 20 cm i dlatego są praktyczne wolne od wpływu kropelek wody i kryształków lodu. Pomiary okultacyjne bazujące na GPS są metodą przedstawiania ciśnienia, temperatury i wilgotności niezależnie od pogody. Dzięki limb-geometrii oferują one w porównaniu do tradycyjnych satelitów pogodowych istotnie wyższą dokładność. Dzięki misji CHAMP z pojedynczego satelity otrzymujemy dziennie ok. 200-250 okultacji, na dodatek dostarczają one danych w rejonach, które do tej pory były słabo poznane. Dlatego też radio-okultacja stanowi dobre i ważne uzupełnienie dotychczasowych meteorologicznych systemów obserwacyjnych, jak globalna sieć radiosond.
W pierwszych 7 miesiącach od rozpoczęcia pomiarów sondujących przez CHAMP otrzymano i wykorzystano ok. 2000 obserwacji okultacji. Pierwsze profile pokazały dobrą zgodność z analizami meteorologicznymi. Niemiecki instytut naukowy pracuje nad metodą wykorzystania radio-okultacji do numerycznego modelowania prognoz pogody. Ze względu na zwiększenie ilości danych nad oceanami i w stratosferze oczekuje się, że zastosowanie radio-okultacji będzie stanowiło duże ulepszenie przy średnioterminowych prognozach pogody.

### Prowadzenie pomiarów pola magnetycznego Ziemi
Główne pole nie było przedmiotem badań satelity CHAMP. Pomiary pola magnetycznego za pomocą magnetometru transduktorowego (ang. fluxgate) umieszczonego na pokładzie satelity CHAMP dotyczyły pulsacji geomagnetycznych i były niezwykle dokładne. Dane o polu magnetycznym z satelity CHAMP zapewniły unikatowy sposób na studiowanie efektu propagacji fal MHD w atmosferze z dwóch powodów:
1. w przeszłości nie było generalnie możliwe obserwowanie pulsacji geomagnetycznych z satelitów na niskich orbitach nad Ziemią z powodu wyjątkowo małych amplitud oscylacji nakładających się na duże pole główne.
2. niska orbita CHAMP była też unikatowa z powodu podobnego dystansu nad jonosferą co stacji naziemnych do jonosfery.